# Herman Jansen Beverages
Herman Jansen Beverages is een fabrikant van gedistilleerde dranken in Schiedam. De fabriek bestaat sinds 1777, toen ene Pieter Jansen, afkomstig uit Doveren in Noordrijn-Westfalen, deelgenoot werd in een stokerij aan de Kethelstraat. Het bedrijf werd genoemd naar de kleinzoon van Pieter, Herman Jansen.
Begin 20e eeuw ontdekte Jansen dat andere branders minder voor hun glaswerk betaalden dan hij. Om die reden begon hij zelf een glasfabriek: Uit Tegenweer Ontstaan (UTO). De fabriek was vanaf 1922 niet meer rendabel, draaide dan nog korte tijd als coöperatief bedrijf, maar werd in 1923 definitief gesloten. De naam UTO bleef bewaard.
Toen Herman Jansen in 1972 fuseerde met de Delftse distilleerderij Vlek & Co, was een nieuwe naam nodig. Dat kon niet de (familienaam) Vlek of Jansen zijn en de distilleerder greep terug op een naam die nog in het archief lag: UTO - nu echter met als betekenis Unaniem Tot Overeenstemming.
Sinds 2011 tooit het bedrijf zich weer met de oorspronkelijke familienaam: Herman Jansen.
Naast dranken onder eigen naam, produceert het bedrijf onder andere ook Sonnema Berenburg, vodka en port. Het bedrijf was samen met Lucas Bols en Koninklijke De Kuyper eigenaar van bottelarij Avandis.